# جواز سفر زيمبابوي
يتم إصدار جواز سفر زيمبابوي لمواطني زيمبابوي للسفر الدولي. الجواز دليل أساسي للحصول على الجنسية الزيمبابوية والتي يتم التحقق منها من خلال وزارة الشؤون الداخلية ومكتب المسجل العام.
أطلقت حكومة زيمبابوي في 15 ديسمبر 2021 جواز السفر الإلكتروني الجديد من أجل تلبية المعايير الدولية الحديثة.

## متطلبات التأشيرة
اعتبارًا من 2 يوليو 2019 كان لمواطني زيمبابوي إمكانية دخول 64 دولة وإقليمًا بدون تأشيرة أو تأشيرة عند الوصول، مما أدى إلى تصنيف جواز السفر الزيمبابوي في المرتبة 80 من حيث حرية السفر وفقًا لمؤشر هينلي لجوازات السفر.